# Sekundarno orožje
Izraz sekundarno oziroma bočno orožje se v večini primerov nanaša za pištolo, lahko pa so tudi nož, bajonet, sabljo ali ostala hladna orožja, ki jih uporabnik nosi pritrjena na pasu oziroma na telesu v prirejenih tokih, ki uporabniku omogočajo, da v čim krajšem času izvleče orožje in deluje proti napadalcu. Bočno orožje izvira iz vojaškega okolja, kasneje pa ga je prevzela še policija. Poleg uniformiranih poklicev, pa pride bočno orožje še posebej do izraza ko policisti opravljajo delo v civilnih oblačilnih oz. pod krinko. Bočno orožje se lahko nosi samostojno ali pa kot sekundarno orožje poleg avtomatske puške, mitraljeza ipd.